# Cricetulus
Cricetulus é um gênero de roedores da família Cricetidae.

## Espécies
- Cricetulus alticola Thomas, 1917
- Cricetulus barabensis (Pallas, 1773)
- Cricetulus griseus Milne-Edwards, 1867
- Cricetulus kamensis (Satunin, 1903)
- Cricetulus longicaudatus (Milne-Edwards, 1867)
- Cricetulus migratorius (Pallas, 1773)
- Cricetulus sokolovi Orlov & Malygin, 1988